# Denis Papin
Denis Papin (født 22. august 1647, død 26. august 1713) var en fransk fysiker, matematiker og opfinder, der er bedst kendt for sin banebrydende opfindelse, 'Papins gryde', der var forløberen for trykkogeren og senere dampmaskinen.
Papin besøgte i 1675, hvor han arbejde med Robert Boyle fra 1676 til 1679, hvor han udviklede sin "gryde", der var en slags trykkoger med en sikkerhedsventil. Han talte for Royal Society i 1679 om sin opfindelse og forblev i London indtil 1687, hvor han rejste til Tyskland for at tiltræde en akademisk stilling. 
Under ophold ved Philipps-Universität i Marburg i 1690 byggede Papin en model af en dampmaskine med et stempel, den første af sin slags. Papin fortsatte med at arbejde med dampmaskiner de næste 15 år. I 1695 flyttede han fra Marburg til Kassel, hvor han i 1705 udviklende en anden dampmaskine ved hjælp fra Gottfried Leibniz baseret på en opfindelse af Thomas Savery. Han fremstillede også en dampmaskine til brug for skibe, hvor maskinen drev skibets årer. 

## Galleri
- Papins gryde (1679)
- "Papins gryde"
- Den første stempel-dampmaskine, 1690
- Illustration fra Descriptio torcularis, 1689
- Illustration fra Nova methodus ad vires motrices , 1690